# Valerij Marčenko
Valerij Venjaminovič Marčenko (16. září 1947, Kyjev – 7. října 1984, Leningrad) byl ukrajinský novinář, překladatel, disident, člen Ukrajinské Helsinské skupiny, politický vězeň předčasně zemřelý pro neposkytnutí zdravotní péče.

## Život
Matka Valerije Marčenka byla učitelka, dcera historika a prvního ukrajinského rektora Lvovské univerzity Michaila Marčenka (1902-1983). Valerij se narodil z jejího prvního manželství s příjmením Umrylov. Matka se vdala podruhé za pedagoga Vasyla Smužanicu a Valerij ve svých 25 letech přijal příjmení svého dědečka.
Valerij Marčenko vystudoval filologii na Kyjevské univerzitě a od září 1970 pracoval jako editor novin Літературна Україна (Literární Ukrajina). Pracoval jako učitel Ukrajinštiny a literatury na částečný úvazek na střední škole v Kyjevě. Zároveň studoval turkické jazyky na ázerbájdžánské Univerzitě v Baku. Jeho disertační práce se zabývala dílem ukrajinského orientalisty a lingvisty Ahatanhela Krymskeho. Překládal ázerbájdžánské autory (Süleyman Sani Rzaqulu bəy oğlu Axundov, Cəlil Məmmədquluzadə) a psal články do publikací vydávaných v Ázerbájdžánu a Turkmenistánu. Specializoval se na ukrajinsko-ázerbájdžánské vztahy a překládal i z polštiny. Do ázerbájdžánštiny přeložil povídku Hryhir Tiutiunnyka "Markian" V letech 1968-1973 psal studie o ukrajinském literárním vědci Mykola Zerovovi (1890-1937), zastřeleném roku 1937 v Soloveckém gulagu v době stalinského teroru.
Do roku 1973 napsal kolem 100 článků a přeložil tři knihy z ázerbájdžánštiny. Odmítl spolupracovat s KGB a byl proto pod neustálým dohledem. 25. června 1973 byl zatčen. Jeho nepublikované články Kyjevský dialog, Za zástěrkou idealismu, Nějaké hrozné břemeno, které u něj našla, považovala KGB za "protisovětskou propagandu a agitaci". Kromě toho byl obviněn z šíření článku Ivana Dziuby Інтернаціоналізм чи русифікація? (Internacionalismus nebo rusifikace?). Soud mu vyměřil trest 6 let vězení s přísnou ostrahou a 2 roky vyhnanství, které si odpykal v permském pracovním táboře pro politické vězně VS 389/35 poblíž obce Všechsvatskaja. Setkal se zde s Ivanem Svitlyčnym, Semjonem Gluzmanem vězněnými členy UPA a dalšími disidenty a stal se odpůrcem bolševismu a jakýmsi kronikářem života v pracovním táboře. Napsal řadu dopisů svému dědovi a matce, které se podařilo propašovat a zveřejnit v zahraničí. Popsal tragické události na západě Ukrajiny ve 40. a 50. letech a byl spoluautorem zprávy O situaci vězňů v pracovních táborech SSSR, který zveřejnila Moskevská Helsinská skupina 25.4.1979 jako dokument č. 87. Své protestní dopisy adresoval i generálním tajemníkům OSN a UNESCO. Významné jsou jeho eseje napsané na základě rozhovorů s ukrajinskými vlastenci, z nichž někteří dostali vysoké tresty 23-27 let v pracovním táboře.
Od června 1979 do května 1981 žil ve vyhnanství v Aktjubinské oblasti v Kazachstánu. Přeložil zde Deklaraci nezávislosti Spojených států T. Jeffersona a verše Roberta Burnse, W.B. Yeatse, Edgara Lee Masterse a E.J. Gainese a prózu Somerset Maughama, Edgara Allana Poea, Voltaira a další texty. Během věznění těžce onemocněl a začaly mu selhávat ledviny. Po propuštění přesto odmítl zveřejnit "pokání". Po návratu do Kyjeva našel pouze podřadnou práci jako hlídač sadu. Věnoval se překladům z angličtiny a napsal články "Zde, v kyjevských jeskyních" a "Hulak" (o ukrajinském vědci 19. století Mykolu Hulakovi). Aktivně se zapojil do práce v ochraně lidských práv jako člen Ukrajinské Helsinské skupiny.
Téměř všechny jeho texty byly publikovány v zahraničí a roku 1982 byl přijat do evropského PEN klubu. Roku 1980 Marčenka kontaktovala prostřednictvím Amnesty International nizozemská studentka Jackie Bax a korespondovala si s ním až do jeho smrti. Roku 2001 tuto korespondenci využil režisér Maksym Bernadsky k natočení dokumentu "Who are you Mr. Jackie?".
Roku 1982 bez úspěchu žádal o možnost léčit se v zahraničí. Napsal dopisy v nichž napadl stávající totalitární systém a rezolutně odmítl nařízení Ukrajinského ministerstva školství k "Posílení studia ruštiny na ukrajinských školách"., které přirovnal k oběžníku carského ministra Valueva z roku 1863.
21. října 1983, v době kdy byl již těžce nemocný, byl Marčenko znovu zatčen a v březnu 1984 ho kyjevský soudce H. Zubets za "protisovětskou agitaci a propagandu" odsoudil jako "zvláště nebezpečného recidivistu" na 10 let vězení a 5 let vyhnanství. Musel si být vědom, že se to rovná rozsudku smrti. Roku 1990 plénum Nejvyššího soudu Ukrajiny tento rozsudek zrušilo, ale prezident Petro Porošenko roku 2017 soudci udělil druhé nejvyšší státní vyznamenání Ukrajiny.
Od 2. dubna 1984 do 27 května 1984 ho transportovali vlakem mezi různými přestupními tábory až do speciálního tábora pro politické vězně VS-389/36 v Kučinu v Permské oblasti. Spolu s ním zde byl vězněn M. Horyn, I. Kandyba nebo V. Ovsijenko. Pod tlakem zahraničních novinářů byl nakonec 13. září 1984 těžce nemocný Marčenko, kterému selhaly ledviny a měl nepravidelný srdeční tep, přepraven z permského pracovního tábora do leningradské vězeňské nemocnice F.J. Haase. Tamní lékaři neměli potřebné vybavení a navrhovali přemístit ho do civilní nemocnice, kde mohl být připojen na dialýzu, ale KGB to zamítla. Valerij Marčenko zemřel na selhání ledvin 7. října 1984, ve věku 37 let.
Roku 1991 byl posmrtně rehabilitován.

### Ocenění
- 2006 Řád za odvahu 1. stupně

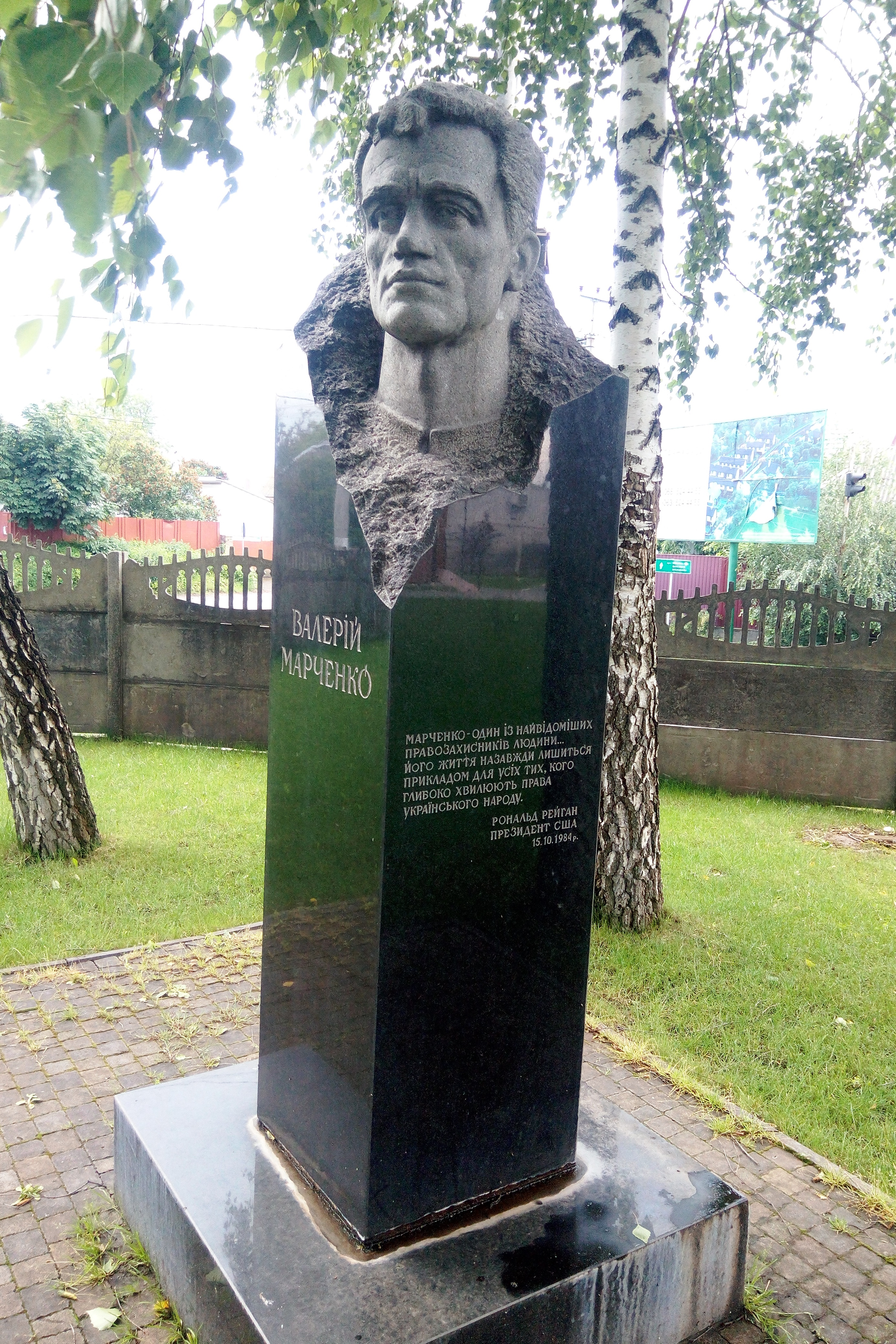
Гатное бюст В. В. Марченко

- Valery Marčenko Award uděluje každoročně Ukrainian-American Bureau of Human Rights Protection[2]
- Po V. Marčenkovi je pojmenovaná škola a náměstí v Kyjevě[11] a ulice v Buči, a v Kyjevě mu byla odhalena pamětní deska.
- V centru obce Gatne (Kyjevská oblast) byl roku 2017 odhalen žulový pomník s portrétem V. Marčenka od sochaře Romana Zacharčuka.